# イアン・バンクス
イアン・バンクス（英: Iain Menzies Banks、1954年2月16日 - 2013年6月9日）は、スコットランドの著作家。主流小説はイアン・バンクス（Iain Banks）名義で書き、サイエンス・フィクションはイアン・M・バンクス（Iain M. Banks）で書いている。

## 経歴
海軍本部の士官を父に、プロスケーターを母に持つ。スターリング大学で英語学、哲学、心理学を学ぶ。

### 私生活
大学卒業後ロンドンに移り、1988年にスコットランドに戻るまでイングランド南部に住んでいた。その後はエディンバラ、さらにファイフへと移っている。
妻のアニーとは、処女作を出版する前にロンドンで出会った。1992年、ハワイで挙式。しかし2007年初め、離婚。フォース湾の北側にある North Queensferry に住んだ（フォース鉄道橋とフォース道路橋の近く）。
2007年2月、自動車コレクションを売却した（緑色のポルシェ・ボクスター、バーガンディ色のポルシェ・911、ジャガー・Mk2、黒のBMW・M5、ランドローバー・ディフェンダーなど）。代わりにトヨタ・ハリアーハイブリッドを購入し、緊急以外では飛行機に乗らないことを誓った。
2013年6月9日未明に胆嚢癌のため死去。

### 政治思想
友人の作家であるケン・マクラウドと同様、彼の作品には左翼的歴史観が色濃く意識されている。潤沢経済によってアナキズムやアドホクラシーが実現される（あるいは必然的にそうなる）というその主張は、これまで実証されたことはないが、思考実験として多くの人をひきつける。
2004年後半、侵略戦争であるイラク戦争へのイギリス参戦の責任者として総理大臣トニー・ブレアを糾弾する政治活動家やマスコミの一人としてバンクスも活動を行った。抗議活動として、彼はダウニング街10番地で自身のパスポートを裁断するというパフォーマンスを演じた。Socialist Review 誌のインタビューによると、彼がこれをしたのは「ファイフ海軍工廠の門に自分のランドローバーで突っ込もうと思っていたんだが、マシンガンで武装した兵がいるのを見てやめた」後のことであるという。イラク戦争に関してはノンフィクション（旅行記）である自著 "Raw Spilit" でも懸念を表明し、小説 "The Steep Approach to Garbadale" でも主人公に同じような議論をさせている。
バンクスは National Secular Society（英国世俗協会）の名誉会員であり、Humanist Society of Scotland の特別サポーターでもある。

### 筆名の使い分け
2006年11月14日、BBC（BBC Four）で放送されたインタビューで、バンクスは2つの筆名を使い分ける理由を説明した。両親は Iain Menzies Banks と名づけたのだが、父親が出生届けを出すときに誤って Iain Banks と届け出てしまった。つまり、ミドルネームが非公式なものとなったが、彼はその名を使い続け、処女作『蜂工場』を出版社に送ったときも Iain M. Banks と署名していた。しかし、編集者が 'M' を取ったほうがいいのではないかと提案した。その編集者は Rosie M. Banks （P・G・ウッドハウスのユーモア小説に登場する小説家の名前）と混同されることも懸念していた。主流文学を3作出版した後で、最初のSF作品 "Consider Phlebas" が出版されることになった。このとき、主流小説とSF小説を区別するため、バンクスの方から 'M' を復活させることを提案した。もっとも、彼は全く別の筆名も考えていた。それは John B. Macallan という名前で、彼の好きなウィスキーの名前（ジョニー・ウォーカーの黒ラベルとマッカラン）を組み合わせたものであった。

## 著作一覧

### イアン・バンクスとしての小説
- 『蜂工場』（The Wasp Factory） （1984年）
- Walking on Glass （1985年）
- The Bridge （1986年）
- 『エスペデア・ストリート』（Espedair Street） （1987年） – 1998年にBBCがラジオドラマ化
- Canal Dreams （1989年）
- The Crow Road （1992年） – 1996年、BBCがテレビドラマ化
- 『共鳴』（Complicity） （1993年） – 2000年に映画化。邦題は『サイコ2001』
- 『秘密』（Whit） （1995年）
- A Song of Stone （1997年）
- The Business （1999年）
- Dead Air （2002年）
- The Steep Approach to Garbadale （2007年）
- Transition （2009年）
- Stonemouth （2012年） – 2015年、BBCがテレビドラマ化
- The Quarry （2013年）

### イアン・M・バンクスとしての小説
バンクスのSF小説の多くは、The Culture と呼ばれる星間文明を扱ったものである。
- Consider Phlebas （1987年）
- 『ゲーム・プレイヤー』（The Player of Games） （1988年）
- Use of Weapons （1990年）
- Excession （1996年）
- Inversions （1998年）
- Look to Windward （2000年）
- Matter （2008年）
- Surface Detail （2010年）
- The Hydrogen Sonata （2012年）

The Culture を扱っていないSF小説としては以下のものがある。
- Against a Dark Background （1993年）
- 『フィアサム・エンジン』（Feersum Endjinn） （1994年）
- The Algebraist （2004年）

### インタビュー
- Interview at Wells Literature Festival 2006
- Spike Magazine Interview
- Iain Banks - Why I write (Guardian Unlimited)